# Kuna leśna
Kuna leśna, tumak (Martes martes) – gatunek niewielkiego ssaka drapieżnego z rodziny łasicowatych.

## Występowanie
Kuna leśna występuje w większej części Europy, w Azji Mniejszej, północnym Iranie, na Kaukazie i zachodniej Syberii. We wschodniej części zasięgu rozprzestrzenia się w południowej części tajgi. W Europie nie występuje na dużej części Półwyspu Iberyjskiego, Grecji, części Beneluksu i na południu Wysp Brytyjskich. W czasach historycznych została introdukowana na Baleary. W Polsce występuje na całym obszarze kraju, choć niezbyt licznie, a zasięg jej występowania często pokrywa się z występowaniem kuny domowej (Martes foina).
Tumaki występują zarówno w lasach liściastych, iglastych, jak i mieszanych. Preferują gęste, stare lasy ponad młode i jasne. Kuny często wybierają obszary, gdzie korony drzew są zamknięte. Widuje się je jednak również poza lasami. Na Minorce żyją w każdym typie środowiska – jest to prawdopodobnie spowodowane brakiem wrogów naturalnych. Podobnie w Szkocji, kuny są spotykane w między innymi młodych lasach, na łąkach czy trawiastych wrzosowiskach.

## Wygląd
Podobnie jak większość małych łasicowatych charakteryzuje się długim giętkim ciałem i krótkimi nogami. Sierść jednolicie ciemnobrązowa (łapy i ogon w podobnym kolorze co grzbiet). Strona brzuszna jaśniejsza; na szyi kremowa lub żółtawa plama – nierozwidlona – co pozwala ją łatwo odróżnić od jej bliskiej krewniaczki kuny domowej. Opuszki palców i stóp owłosione. Pysk wąski, nos czarny.
Rozmiary
- długość ciała: średnio 40–53 cm
- długość ogona: 22–28 cm
- masa ciała: 0,8–1,5 kg (samice), 1,2–1,8 kg (samce)

## Tryb życia
Kuna leśna jest najbardziej aktywna nocą oraz wieczorem, choć czasem również w dzień. Jako kryjówki wybierają najczęściej dziuple w drzewach, przy czym każdy osobnik ma kilka gniazd na swoim terytorium. Opuszczone ptasie gniazda, norki wiewiórek oraz szczeliny skalne są często używane w razie niebezpieczeństwa. Kiedy temperatura spada, kuny wolą spać pod powierzchnią ziemi. Tumaki są samotnikami, poza okresem, kiedy wychowują młode. Terytoria samców są większe niż samic. Areały osobnicze samic nie pokrywają się, podczas gdy areały samców i samic – tak. Zależnie od miejsca występowania wielkość terytorium wynosi około 3–20 km kwadratowych u samców oraz 1,5–6,5 km kwadratowych u samic. Wielkości areału osobniczego zmienia się zależnie od pory roku (zmniejsza się zimą). Terytoria są znaczone wydzieliną z gruczołów okołoodbytowych. Młode komunikują się z matką za pomocą ćwierkania.
Jest to zwierzę wszystkożerne, poluje nocą. Kuny polują głównie na małe ssaki (gryzonie, szczególnie nornice i wiewiórki), ptaki, owady, żaby, węże i ślimaki, Nie gardzą padliną, ani owocami (w sezonie, jagody stanowią nawet 30% pokarmu). W Szkocji często do tego jadłospisu dochodzą kraby, szkarłupnie i skorupiaki. Latem i jesienią jedzenie jest gromadzone.
Na Wyspach Brytyjskich stwierdzono, że odrodzenie się populacji kun leśnych skutecznie ogranicza liczebność inwazyjnej wiewiórki szarej, a to sprzyja rodzimej wiewiórce rudej.
Na wolności kuna żyje średnio 8–10 lat, w niewoli – do 15. Jej naturalnymi wrogami są: wilk szary, pies i lis.

## Rozmnażanie
Krycie odbywa się w lipcu i sierpniu. Ciąża przedłużona trwa nawet 9 miesięcy, ale faktyczny rozwój potomstwa odbywa się w ciągu drugiej połowy ciąży. Młode rodzą się ślepe, głuche, bezzębne, nie pokryte futrem w maju, w liczbie od 2 do 7 i ważą około 30 gramów. Otwierają oczy w wieku ok. 7 dni. Ssą mleko ok. 3 miesięcy i zaczynają jeść pokarm mięsny około 34–38 dnia. Na jesieni odchodzą od rodziców i usamodzielniają się, choć często zostają jeszcze pewien czas na ich terytorium. Kuny mogą odbyć gody już ich pierwszego lata, w wieku 14 miesięcy, zazwyczaj jednak krycie odkładane jest dwa, a nawet trzy lata. W niewoli większość samców nie może się rozmnażać nawet do 27 miesiąca ich życia, co może być spowodowane stresem.
Ciekawym zachowaniem jest tak zwana fałszywa ruja, która występuje późną zimą. Zwiększa się wtedy tolerancja pomiędzy samcami i samicami oraz agresja pomiędzy osobnikami tej samej płci, częstotliwość znakowania terytorium oraz poziom hormonów. Niegdyś sądzono, że jest to okres godów, jednak okazało się, że kuny nie parzą się przed latem. Ponieważ przed tym okresem młode, które osiągnęły samodzielność nie są wyganiane z terytoriów, możliwe, że właśnie wtedy to następuje, by nie zagrażały one kolejnemu miotowi.

## Populacja i zagrożenia
W północnych i wschodnich częściach zasięgu kuna leśna jest szeroko rozpowszechniona i z tego względu ma dużą liczebność, ogólnie uznawaną za stabilną. W większej części Europy presja ze strony myśliwych znacząco zmalała w ciągu XX wieku. Została wytępiona w wielu obszarach Wysp Brytyjskich, ale także tam jej populacja powoli się odradza.
Gatunek jest wymieniony w załączniku III konwencji berneńskiej i załączniku V dyrektywy siedliskowej Unii Europejskiej. W niektórych krajach jest pod ochroną, w innych uznawana za zwierzę łowne, bywa też tępiona jako szkodnik. Międzynarodowa Unia Ochrony Przyrody uznaje kunę leśną za gatunek najmniejszej troski.
Okres polowań w Polsce: 1 września – 31 marca, a na terenach obwodów łowieckich, w których występuje głuszec lub cietrzew – przez cały rok.

## Podgatunki
Wyróżnia się 8 podgatunków kuny leśnej
- M. martes borealis
- M. martes latinorum
- M. martes lorenzi
- M. martes martes
- M. martes minoricensis
- M. martes notialis
- M. martes ruthena
- M. martes uralensis